# Cherokee Village, Arkansas
Cherokee Village là một thành phố thuộc quận Sharp, tiểu bang Arkansas, Hoa Kỳ. Năm 2010, dân số của thành phố này là 4671 người.

## Dân số
- Dân số năm 2000: người.
- Dân số năm 2010: 4671 người.